# Élections législatives de 2024 dans l'Ariège
Les élections législatives de 2024 dans l'Ariège se déroulent les 30 juin et 7 juillet 2024. Dans le département, deux députés sont à élire dans le cadre de deux circonscriptions, à la suite de la dissolution de l'Assemblée nationale par Emmanuel Macron.
Le choix de cette dissolution est fait après la défaite de la liste Renaissance aux élections européennes qui ont lieu le 9 juin 2024.

## Contexte
| Circonscription | RN      | ENS    | PS - PP | LFI    | LR     |
| --------------- | ------- | ------ | ------- | ------ | ------ |
| Circonscription |         |        |         |        |        |
| 1re             | 30,74 % | 9,7 %  | 18,84 % | 10,1 % | 2,98 % |
| 2e              | 34,21 % | 9,65 % | 16,06 % | 9,11 % | 3,58 % |

## Système électoral
Les élections législatives ont lieu au scrutin uninominal majoritaire à deux tours dans des circonscriptions uninominales.
Est élu au premier tour le candidat qui réunit la majorité absolue des suffrages exprimés et un nombre de voix au moins égal au quart des électeurs inscrits dans la circonscription, soit 25 %. Si aucun des candidats ne satisfait ces conditions, un second tour est organisé entre les candidats ayant réuni un nombre de voix au moins égal à un huitième des inscrits, soit 12,5 %. Les deux candidats arrivés en tête du 1er tour se maintiennent néanmoins par défaut si un seul ou aucun d'entre eux n'a atteint ce seuil. Au second tour, le candidat arrivé en tête est déclaré élu,.
Le seuil de qualification basé sur un pourcentage du total des inscrits et non des suffrages exprimés rend plus difficile l'accès au second tour lorsque l'abstention est élevée. Le système permet en revanche l'accès au second tour de plus de deux candidats si plusieurs d'entre eux franchissent le seuil de 12,5 % des inscrits. Les candidats en lice au second tour peuvent ainsi être trois, un cas de figure appelé « triangulaire ». Les second tours où s'affrontent quatre candidats, appelés « quadrangulaire » sont également possibles, mais beaucoup plus rares,.

### Partis et nuances
Les résultats des élections sont publiés en France par le ministère de l'Intérieur, qui classe les partis en leur attribuant des nuances politiques. Ces dernières sont décidées par les préfets, qui les attribuent indifféremment de l'étiquette politique déclarée par les candidats, qui peut être celle d'un parti ou une candidature sans étiquette.
Seuls le Parti communiste français (COM), La France insoumise (FI), le Parti socialiste (SOC), le Parti radical de gauche (RDG), Les Écologistes (VEC), Renaissance (RE), le Mouvement démocrate (MDM), Horizons (HOR), l'Union des démocrates et indépendants (UDI), Les Républicains (LR), le Rassemblement national (RN) et Reconquête (REC) se voient attribuer en 2024 des nuances propres. Les coalitions Ensemble et Nouveau front populaire, ainsi que les candidats de l'alliance LR-Ciotti-RN, en bénéficient également indirectement, les nuances Ensemble ! (Majorité présidentielle) (ENS), Union de la gauche (UG) et Union de l'extrême-droite (UXD) étant attribuables aux candidats bénéficiant respectivement du soutien de deux partis du centre, de deux partis de gauche ou de deux partis d'extrême-droite,.
Tous les autres partis se voient attribuer l'une ou l'autre des nuances suivantes : EXG (extrême gauche), DVG (divers gauche), ECO (écologiste), REG (régionaliste), DVC (divers centre), DVD (divers droite), DSV (droite souverainiste) et EXD (extrême droite). Des partis comme Debout la France ou Lutte ouvrière ne disposent ainsi pas de nuances propres, et leurs résultats nationaux ne sont pas publiés séparément par le ministère, car mélangés avec d'autres partis (respectivement dans les nuances DSV et EXG).

## Élus
| Circonscription | Député sortant   | Parti | Parti    | Groupe | Député élu ou réélu | Parti | Parti | Groupe |
| --------------- | ---------------- | ----- | -------- | ------ | ------------------- | ----- | ----- | ------ |
| 1re             | Martine Froger   |       | PS diss. | LIOT   | Martine Froger      |       | PS    | LIOT   |
| 2e              | Laurent Panifous |       | PS diss. | LIOT   | Laurent Panifous    |       | PS    | LIOT   |

### Taux de participation
| Taux de participation | 1er tour | 1er tour | 1er tour   | 2d tour | 2d tour | 2d tour    | Différence entre les deux tours |
| Taux de participation | En 2022  | En 2024  | Différence | En 2022 | En 2024 | Différence | Différence entre les deux tours |
| --------------------- | -------- | -------- | ---------- | ------- | ------- | ---------- | ------------------------------- |
| À midi                | 19,09 %  | 25,73 %  | 6,64       | 18,91 % | 28,41 % | 9,5        | 2,68                            |
| À 17 heures           | 39,27 %  | 59,04 %  | 19,77      | 35,44 % | 58,70 % | 23,26      | 0,34                            |
| Final                 | 55,06 %  | 70,58 %  | 15,52      | 52,03 % | 70,27 % | 18,24      | 0,31                            |

## Résultats

### Résultats à l'échelle du département

#### Résultats par coalition
| Parti                  | Parti                       | Parti                       | Premier tour | Premier tour | Premier tour | Second tour | Second tour   | Second tour | Total Sièges | +/-           |
| Parti                  | Parti                       | Parti                       | Voix         | %            | Sièges       | Voix        | %             | Sièges      | Total Sièges | +/-           |
| ---------------------- | --------------------------- | --------------------------- | ------------ | ------------ | ------------ | ----------- | ------------- | ----------- | ------------ | ------------- |
|                        | Parti socialiste (PS)       | Parti socialiste (PS)       | 39 156       | 49,44        | 1            | 23 608      | 57,07         | 1           | 2            | Nv            |
|                        | Rassemblement national (RN) | Rassemblement national (RN) | 31 727       | 40,06        | 0            | 17 760      | 42,93         | 0           | 0            | en stagnation |
|                        | Lutte ouvrière (LO)         | Lutte ouvrière (LO)         | 4 608        | 5,82         | 0            |             |               |             | 0            | en stagnation |
|                        | Reconquête (REC)            | Reconquête (REC)            | 1 685        | 2,13         | 0            | 0           | en stagnation |             |              |               |
|                        | Sans étiquette (SE)         | Sans étiquette (SE)         | 2 023        | 2,55         | 0            | 0           | en stagnation |             |              |               |
|                        |                             |                             |              |              |              |             |               |             |              |               |
| Suffrages exprimés     | Suffrages exprimés          | Suffrages exprimés          | 79 199       | 93,93        |              | 41 368      | 94,85         |             |              |               |
| Votes blancs           | Votes blancs                | Votes blancs                | 3 422        | 4,06         | 1 477        | 3,39        |               |             |              |               |
| Votes nuls             | Votes nuls                  | Votes nuls                  | 1 699        | 2,01         | 767          | 1,76        |               |             |              |               |
| Total                  | Total                       | Total                       | 84 320       | 100          | 1            | 43 612      | 100           | 1           | 2            | en stagnation |
| Abstention             | Abstention                  | Abstention                  | 35 147       | 29,42        |              | 18 450      | 29,73         |             |              |               |
| Inscrits/Participation | Inscrits/Participation      | Inscrits/Participation      | 119 467      | 70,58        | 62 062       | 70,27       |               |             |              |               |

#### Résultats par nuance
| Nuance                 | Nuance                 | Nuance                 | Premier tour | Premier tour | Premier tour | Second tour | Second tour   | Second tour | Total Sièges | +/-           |  |
| Nuance                 | Nuance                 | Nuance                 | Voix         | %            | Sièges       | Voix        | %             | Sièges      | Total Sièges | +/-           |  |
| ---------------------- | ---------------------- | ---------------------- | ------------ | ------------ | ------------ | ----------- | ------------- | ----------- | ------------ | ------------- |  |
|                        | Union de la gauche     | UG                     | 39 156       | 49,44        | 1            | 23 608      | 57,07         | 1           | 2            | 1             |  |
|                        | Rassemblement national | RN                     | 31 727       | 40,06        | 0            | 17 760      | 42,93         | 0           | 0            | en stagnation |  |
|                        | Extrême gauche         | EXG                    | 4 608        | 5,82         |              |             |               | 0           | 0            | en stagnation |  |
|                        | Divers droite          | DVD                    | 2 023        | 2,55         | 0            | 0           | Nv            |             |              |               |  |
|                        | Reconquête             | REC                    | 1 685        | 2,13         | 0            | 0           | en stagnation |             |              |               |  |
|                        |                        |                        |              |              |              |             |               |             |              |               |  |
| Suffrages exprimés     | Suffrages exprimés     | Suffrages exprimés     | 79 199       | 93,93        |              | 41 368      | 94,85         |             |              |               |  |
| Votes blancs           | Votes blancs           | Votes blancs           | 3 422        | 4,06         | 1 477        | 3,39        |               |             |              |               |  |
| Votes nuls             | Votes nuls             | Votes nuls             | 1 699        | 2,01         | 767          | 1,76        |               |             |              |               |  |
| Total                  | Total                  | Total                  | 84 320       | 100          | 1            | 43 612      | 100           | 1           | 2            | en stagnation |  |
| Abstention             | Abstention             | Abstention             | 35 147       | 29,42        |              | 18 450      | 29,73         |             |              |               |  |
| Inscrits/Participation | Inscrits/Participation | Inscrits/Participation | 119 467      | 70,58        | 62 062       | 70,27       |               |             |              |               |  |

### Résultats par circonscription

#### Première circonscription
- Députée sortante : Martine Froger (encartée au Parti socialiste mais en désaccord avec sa direction)

| Candidat                 | Candidat                 | Parti et coalition       | Nuance                   | Premier tour | Premier tour |
| Candidat                 | Candidat                 | Parti et coalition       | Nuance                   | Voix         | %            |
| ------------------------ | ------------------------ | ------------------------ | ------------------------ | ------------ | ------------ |
|                          | Martine Froger           | PS (NFP)                 | UG                       | 19 245       | 50,74        |
|                          | Jean-Marc Garnier        | RN                       | RN                       | 15 049       | 39,67        |
|                          | Gisèle Lapeyre           | LO                       | EXG                      | 2 756        | 7,27         |
|                          | Pascal Mascetti          | REC                      | REC                      | 881          | 2,32         |
|                          |                          |                          |                          |              |              |
| Votes valides            | Votes valides            | Votes valides            | Votes valides            | 37 931       | 92,90        |
| Votes blancs             | Votes blancs             | Votes blancs             | Votes blancs             | 1 947        | 4,77         |
| Votes nuls               | Votes nuls               | Votes nuls               | Votes nuls               | 953          | 2,33         |
| Total                    | Total                    | Total                    | Total                    | 40 831       | 100          |
| Abstention               | Abstention               | Abstention               | Abstention               | 16 585       | 28,89        |
| Inscrits / participation | Inscrits / participation | Inscrits / participation | Inscrits / participation | 57 416       | 71,11        |

#### Deuxième circonscription
- Député sortant : Laurent Panifous (encarté au Parti socialiste mais en désaccord avec sa direction)

| Candidat                 | Candidat                       | Parti et coalition       | Nuance                   | Premier tour | Premier tour | Second tour | Second tour |
| Candidat                 | Candidat                       | Parti et coalition       | Nuance                   | Voix         | %            | Voix        | %           |
| ------------------------ | ------------------------------ | ------------------------ | ------------------------ | ------------ | ------------ | ----------- | ----------- |
|                          | Laurent Panifous               | PS (NFP)                 | UG                       | 19 911       | 48,25        | 23 608      | 57,07       |
|                          | Michèle Alozy                  | RN                       | RN                       | 16 678       | 40,41        | 17 760      | 42,93       |
|                          | Yann de Kerimel                | SE                       | DVD                      | 2 023        | 4,90         |             |             |
|                          | Théodora Testard               | LO                       | EXG                      | 1 852        | 4,49         |             |             |
|                          | Alexandra Tarrieux-Antranikian | REC                      | REC                      | 804          | 1,95         |             |             |
|                          |                                |                          |                          |              |              |             |             |
| Votes valides            | Votes valides                  | Votes valides            | Votes valides            | 41 268       | 94,89        | 41 368      | 94,85       |
| Votes blancs             | Votes blancs                   | Votes blancs             | Votes blancs             | 1 475        | 3,39         | 1 477       | 3,39        |
| Votes nuls               | Votes nuls                     | Votes nuls               | Votes nuls               | 746          | 1,72         | 767         | 1,76        |
| Total                    | Total                          | Total                    | Total                    | 43 489       | 100          | 43 612      | 100         |
| Abstention               | Abstention                     | Abstention               | Abstention               | 18 562       | 29,91        | 18 450      | 29,73       |
| Inscrits / participation | Inscrits / participation       | Inscrits / participation | Inscrits / participation | 62 051       | 70,09        | 62 062      | 70,27       |

### Analyse
Malgré une poussée historique du Rassemblement national, les deux circonscriptions ariégeoise restent dans le giron de la gauche socialiste, qui avait su reprendre l’ascendant sur la France insoumise en 2022-2023. 
L’absence de candidats du centre et le soutien du Nouveau Front populaire permettent à Martine Froger d’être réélue dès le premier tour dans la 1ère circonscription, et à Laurent Panifous de virer nettement en tête du premier tour, avant d’être largement réélu lors du second.
De son côté, Lutte ouvrière, bénéficiant d'une partie de l'électorat de la France Insoumise, réalise également un résultat historique, obtenant son meilleur score au niveau national face à Martine Froger et participant à amener Laurent Panifous sous la barre des 50% le 30 juin. Raphaël Charlet analyse ce résultat comme une conséquence du « passage en force des élus socialistes locaux » en 2022-2023 face aux représentants de LFI investis par la NUPES, qui « n’a pas été sans laisser une certaine amertume dans la bouche des insoumis ariégeois, forcés […] de se ranger derrière les candidatures des ravisseurs des mandats de leurs ex-députés. »
À droite, Reconquête baisse fortement, à l’image de sa situation au niveau national, ses candidats arrivant derniers sur les deux circonscriptions. Enfin, le candidat Yann de Kérimel profite du faible nombre de participants à l’élection pour progresser, arrivant en troisième position dans la circonscription de Laurent Panifous avec 4,9%, doublant son nombre de voix obtenues sur deux ans. Comme au niveau national, la participation progresse fortement en Ariège, atteignant plus de 70% lors des deux tours.